# Isoetes organensis
Isoetes organensis är en kärlväxtart som beskrevs av Georg Heinrich Weber. Isoetes organensis ingår i släktet braxengräs, och familjen Isoetaceae. Inga underarter finns listade i Catalogue of Life.